# Sigeberht (roi du Wessex)
Pour les articles homonymes, voir Sigebert.
Sigeberht est roi du Wessex de 756 à 757.

## Biographie
Il succède à son cousin éloigné Cuthred, mais une fois sur le trône, il est accusé d'agir injustement. Un conseil composé de nobles lui confisque le pouvoir, mais en lui laissant toutefois le contrôle du Hampshire. Il y est accusé de meurtre, chassé, puis tué. Il est possible qu'Æthelbald soit à l'origine de cette accusation.
Cyneheard, frère de Sigeberht, est chassé lui aussi du Wessex, mais revient en 786 pour tuer le successeur de son frère, Cynewulf.